# Пакутино
Пакутино — деревня в Усть-Кубинском районе Вологодской области.
Входит в состав Заднесельского сельского поселения, с точки зрения административно-территориального деления — в Заднесельский сельсовет.
Расстояние по автодороге до районного центра Устья — 21,5 км, до центра муниципального образования Заднего — 3,5 км. Ближайшие населённые пункты — Заднее, Семернинское, Бурмасово.
По переписи 2002 года население — 2 человека.